# Réserve naturelle d'Eggholmen
La réserve naturelle d'Eggholmen  est une réserve naturelle norvégienne  qui est située dans le municipalité de Moss, dans le comté d'Østfold.

## Description
La réserve naturelle est composée de deux îlots Eggholmen du côté est de l'île de Jeløya. Le point culminant n'est qu'à 2 mètres au-dessus du niveau de la mer. Elle est sans arbres et presque sans végétation arbustive.
La zone est protégée pour prendre soin du cadre de vie de la vie végétale et animale, en particulier les oiseaux marins durant leur nidification : Goéland cendré, Mouette rieuse, Sterne pierregarin, Oie cendrée,... Il y a une interdiction de circulation dans la région du 15 avril au 15 juillet.

## Galerie

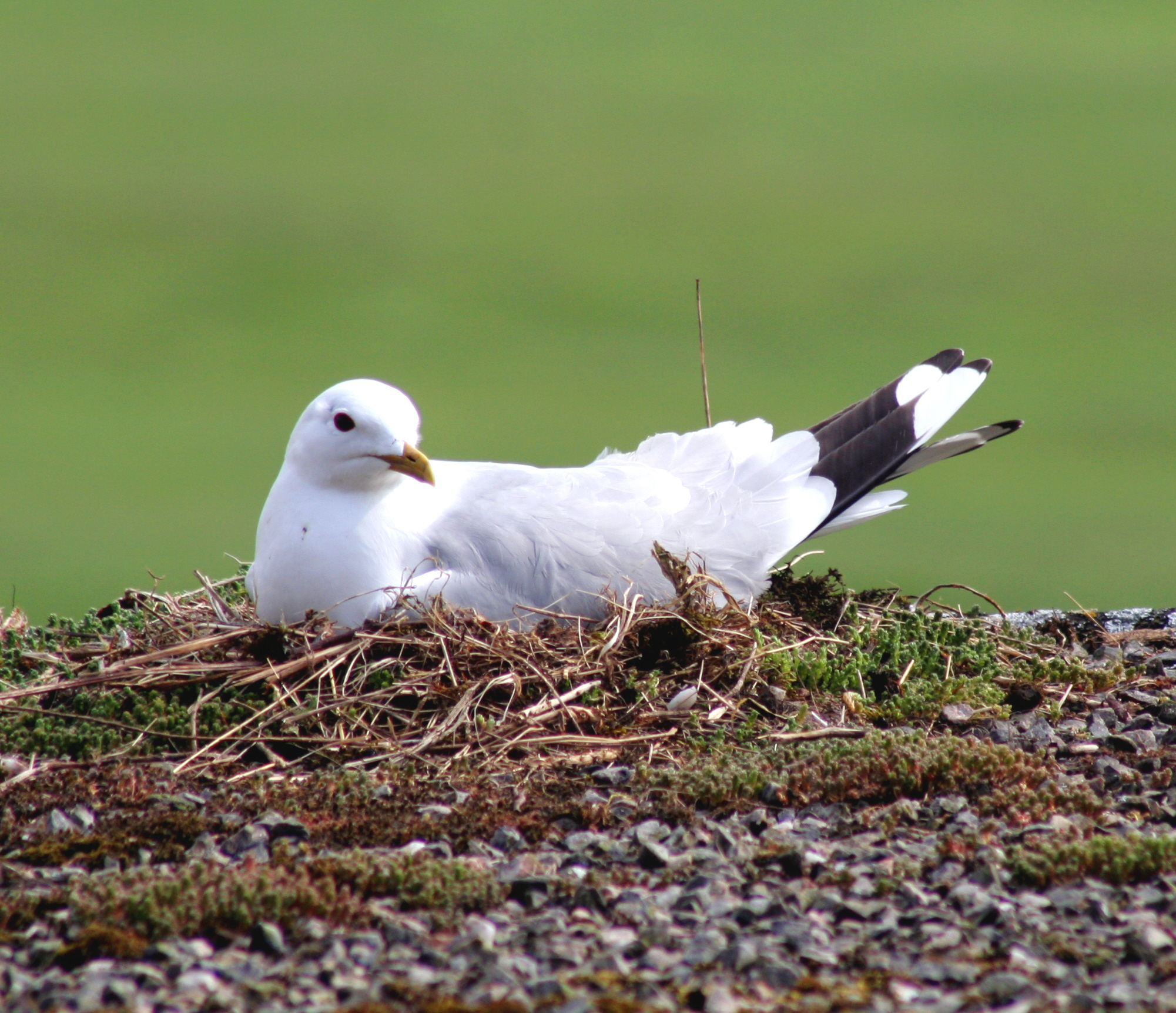
Goéland cendré
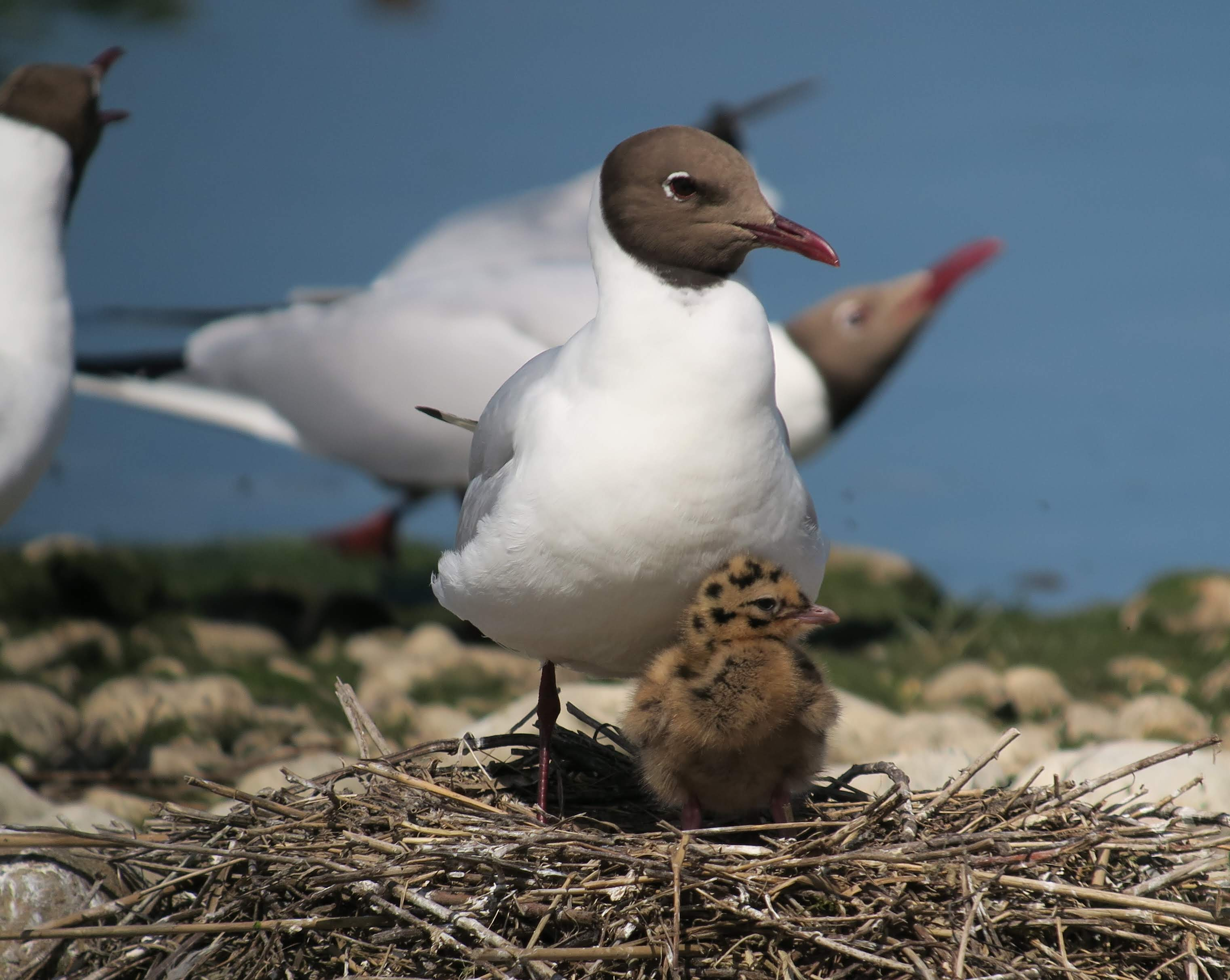
Mouette rieuse
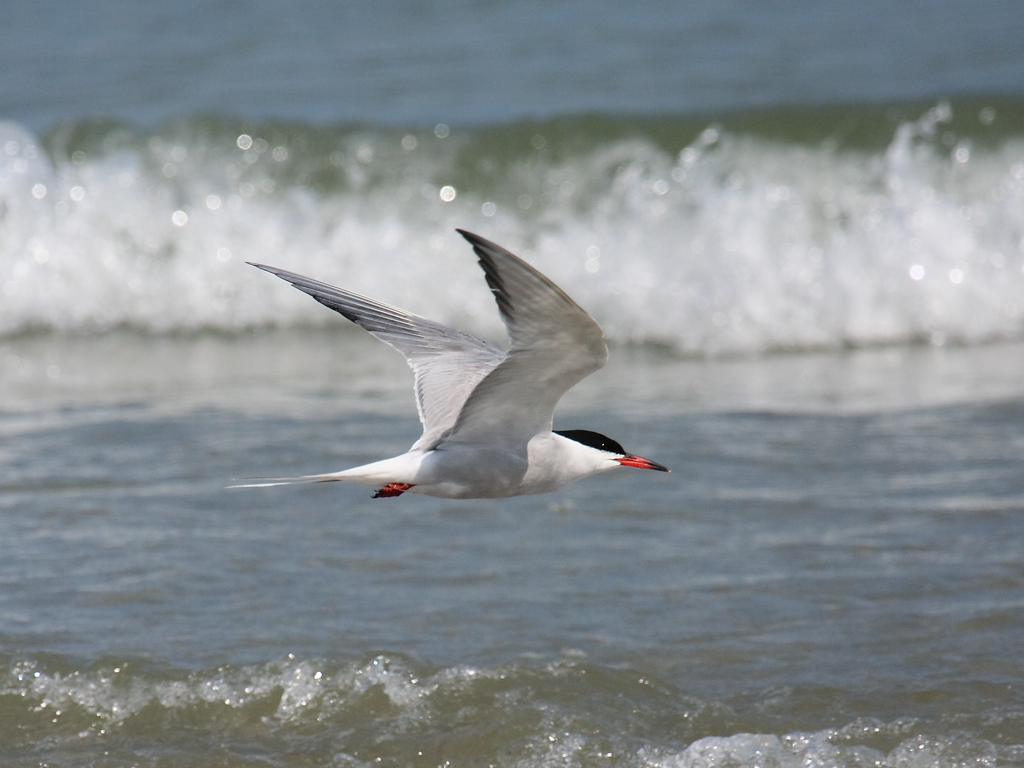
Sterne pierregarin